# Ронкаро
Ронка̀ро (на италиански: Roncaro; на ломбардски: Runcar, Рункар) е село и община в Северна Италия, провинция Павия, регион Ломбардия. Разположено е на 81 m надморска височина. Населението на общината е 1547 души (към 2017 г.).